# Gabon
 Ovo je glavno značenje pojma Gabon. Za druga značenja pogledajte Gabon (razdvojba).
Gabon je država u središnjoj Africi. Na zapadu izlazi na Gvinejski zaljev, dio Atlantskog oceana. Graniči na sjeverozapadu s Ekvatorskom Gvinejom, na sjeveru s Kamerunom te na istoku i jugu s Republikom Kongo (Brazzaville).
Nakon neovisnosti Gabon je ostao povezan s Francuskom gospodarski, kulturno i politički. Značajne rezerve nafte omogućile su povećanje nacionalnog bogatstva (zemlja je jedna od deset najbogatijih u Africi), ali uglavnom u korist urbane elite. Stanovnici u unutrašnjosti još se uvijek bave poljoprivredom. Neovisnost je postigao Leon M'ba.

## Povijest
Najraniji naseljenici na području današnjeg Gabona bili su Pigmeji. Njih su kasniji zamijenili plamena Bantu naroda koju su doselili u područje. Prvi europljani koji su posjetili područje bili su portugalski trgovci koji su stigli u 15. stoljeću. Područje su nazvali por. gabão (riječ znači plašt; kaput s rukavima i kapuljačom) kojom su opisivali oblik estuarija rijeke Komo. Obala je u 16. stoljeću postala središte trgovine robljem za nizozemske, engleske i francuske trgovce.
Američki misionari osnovili su misiju kod Baraka (današnji Libreville) 1842.g. Godine 1849. francuzi su zarobili brod s robovima, te robove oslobodili na obali rijeke Komo. Robovi su osnovali naselje Libreville - francuski naziv sa slobodni grad.
Francuski istraživači počelu su istraživati gustu džunglu unutrašnjosti Gabona od 1862. do 1887.g. Najpoznatiji od njih je bio Savorgnan de Brazza. Francuzi su okupirali Gabon 1885., ali njime nisu upravljali sve do 1903.g. Godine 1910. Gabon je postao jedan od četiri područja Francuske Ekvatorske Afrike, federacije koje je opstala do 1959.g. 
Dana 17. kolovoza 1960. Gabon je postao neovisna samostalna država. Prvi predsjednik Gabona, izabran 1961. postao je Leon M'ba, dok je Omar Bongo Ondimba postao potpredsjednik. Francuski interes bio je odlučujući u odabiru budućeg vodstva Gabona nakon stjecanja neovisnosti, te su financijska sredstva francuskih drvoprerađivačkih tvrtki financirala političku kampanju predsjednika. Nakon osvajanja vlasti, novi predsjednik je zabranio političke demostracije, tisak stavio pod kontrolu, postupno isključivao ostale stranke, te jačao ulogu Predsjednika. Nakon što je raspustio parlament u siječnju 1964. pokušan je vojni udar, kako bi se ponovno uspostavila parlamentarna demokracija. Unutar 24 sata od udara, u državu su sletjeli francuski padobranci koji su vratili M'ba na vlast. 
Nakon nekoliko dana borbi, čelnici oporbe su zatvoreni, unatoč brojnim prosvjedima i nemirima. Padobranske snage ostale su u bazi "Camp de Gaulle" u predgrađu glavnog grada. Kada je M'ba preminuo 1967. zamijenio ga je potpredsjednik Bongo. U ožujku 1968. Bongo je proglasio Gabon jednostranačkom državom. Tijekom 1990-ih, ekonomsko nezadovoljstvo i želja za političkom liberalizacijom uzrokovali su prosvjede studenata i štrajkove radnika, koji su doveli do reformi u državi. Predsjednik je započeo niz pregovora u privrednim sektorima, te postupno povećao plaće radnika. Odražana je i nacionalna politička konferencija u kojoj je sudjelovala vladajuća predsjednikova stranka, te još 74 političke organizacije. Na konferenciji su se izdvojile dvije labave koalicije. Jedna okupljena oko vladajuće stranke, te jedna oporbena. Dogovoreno je osnivanje nacionalnog Senata, decentralizacija proračuna, sloboda okupljanja i tiska, ukidanje svih viznih režima. Nakon konferencije u rujnu 1990. otkrivena su i spriječena dva pokušaja državnog udara. Na izborima za Senat u rujnu i listopadu, prvim višestranačkim u državi nakon 30 godina, većinu mandata osvojila je vladajuća stranka. U prosincu 1993. Omar Bongo ponovno je izabran za predsjednika, što je dovelo do ozbiljnih nemira. Pregovori i sporazum u Parizu potpisan je u studenom 1994. po kojemu je dio oporbenih čelnika uključen u vladu nacionalnog jedinstva. Dogovor je ubrzo propao. U lokalnim izborima 1997. ponovno je veliku pobjedu odnijela vladajuća stranka, ali u nekoliko većih gradova pobijedila je oporba. Bongo je pobijedio na predsjedničkim izborima 1998., te na sljedećim 2005. što mu je bio peti mandat. Dana 6. lipnja 2009. Omar Bongo preminuo je od srčanog udara.
Nakon njega, 10. lipnja 2009. prijelazni predsjednik je postao tadašnji predsjednik Senata Rose Francine Rogombé. Na izborima održanim 30. kolovoza 2009. sudjelovalo je 18 kandidata, a pobijedio je sin Omara Bongoa, predsjednik najveće stranke Ali Bongo Ondimba, te je 16. listopada 2009. nakon trotjednog vijećanja Ustavnog suda održana inauguracija novog Predjednika. Nakon proglašenja pobjednika došlo je do nasilnih prosvjeda u gradu Port-Gentilu (drugi po veličini u državi), glavnom oporbenom središtu. Prema službenim izvorima u nemirima su stradale četiri osobe, iako oporbeni izvori navode da je poginulo više osoba.

## Politika
Gabon je republika s predsjedničkim oblikom vlasti prema Ustavu iz 1961. godine (Ustav je revidiran 1975., iznova napisan 1991. te ponovo revidiran 2003. godine). Predsjednik se bira na općim izborima na mandat od sedam godina. Ustavnim amandmanom iz 2003. godine uklonjena su ograničenja o broju predsjedničkih mandata. Predsjednik bira i razriješava predsjednika vlade, kabinet i suce neovisnog Vrhovnog suda. Predsjednik također ima i druge jake ovlasti, kao što su ovlasti da raspusti Narodnu skupštinu, proglasiti opsadno stanje, odgodi zakone i provede referendum. 

## Zemljopis
Gabon se nalazi na obali atlantskog oceana u ekvatorijalnom pojasu, te ima ekvatorijalnu vlažnu i toplu klimu s gustima sustavom prašuma koji prekriva 85% države. Razlikujemo tri regije. Obalna ravnica koja se prostire 20 do 300 km od obale u unutrašnjost, na koju se nastavlja planinsko područje, te savana koja se nalazi na istoku. Najveća rijeka u državi je Ogooué duga oko 1200 km. U Gabonu nalazimo tri područja krša u kojima nalazimo stotine spilja, od kojih velik dio još nije istražen. Prirodni resursi države su: nafta, magnezij, željezo, zlato, uranij i drvo.

## Administrativna podjela
Gabon je podijeljen u devet provincija, te dalje na 50 departmana. 
U zagradi je središte provincije, a broj odgovara broju na karti.
1. Estuaire (Libreville)
2. Haut-Ogooué (Franceville)
3. Moyen-Ogooué (Lambaréné)
4. Ngounié (Mouila)
5. Nyanga (Tchibanga)
6. Ogooué-Ivindo (Makokou)
7. Ogooué-Lolo (Koulamoutou)
8. Ogooué-Maritime (Port-Gentil)
9. Woleu-Ntem (Oyem)

## Demografija
Većina stanovnika su Bantu porijekla, te postoji najmanje 40-ak etničkih skupina Bantua s različitim jezicima i običajima. Postoje i grupe pigmeja, koji jedini govore ne-Bantu jezike u državi. Najviše stanovnika su kršćani (rimokatolici i protesanti), dok su ostale religije islam, bwiti, te ostale tradicionalne animističke religije.stanovnika.